# Artistique-Europameisterschaft 1948

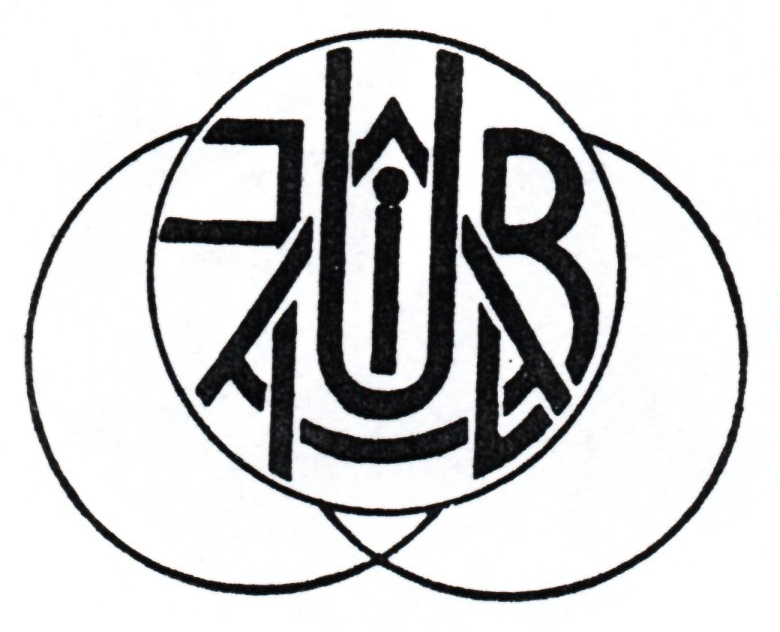
Logo UIFAB (ausrichtender Verband)

Veranstaltungsort: Marseille

Die Billard-Artistique-Europameisterschaft 1948 war das zweite Turnier in dieser Disziplin des Karambolagebillards und fand vom 27. Juni bis zum 30. Mai 1948 in Marseille statt.

## Modus
Gespielt wurden 64 verschiedene Figuren mit verschiedenen Punktewertungen. Jeder Teilnehmer hatte pro Figur vier Versuche. Die maximale Punktzahl betrug 500 Punkte.

Gewertet wurde wie folgt:
1. Punkte = Erzielte Punkte
2. Versuche = Anzahl der gespielten Versuche
3. gelöste Figuren = gelöste Figuren
4. % = Prozentual gelöste Figuren

## Abschlusstabelle
| Platz                        | Name                     | Punkte | Versuche | gel. Figuren | %       |
| ---------------------------- | ------------------------ | ------ | -------- | ------------ | ------- |
| 1                            | René Vingerhoedt         | 260    | 181      | 35           | 52,00 % |
| 2                            | Richard Kron             | 229    | 218      | 32           | 45,80 % |
| 3                            | Roger de Becker          | 194    | 214      | 25           | 38,80 % |
| 4                            | Rafael Macia             | 168    | 222      | 21           | 33,60 % |
| 5                            | Raimond van Overloop     | 165    | 225      | 21           | 33,00 % |
| 6                            | Marcel Mores             | 151    | 213      | 21           | 30,20 % |
| 7                            | Maurice van de Kerckhove | 141    | 220      | 20           | 28,20 % |
| 8                            | Roger Hanoun             | 138    | 224      | 19           | 27,60 % |
| Turnierdurchschnitt: 36,15 % |                          |        |          |              |         |